# Piet de Zwarte
Pieter „Piet“ Karel de Zwarte (* 16. Februar 1948 in Renkum) ist ein ehemaliger niederländischer Wasserballspieler. Mit der niederländischen Nationalmannschaft wurde er Olympiadritter 1976.

## Sportliche Karriere
Der 1,93 Meter große Piet de Zwarte spielte im Verein Zwem- en Polo Club Amersfoort.
1973 bei der in Belgrad ausgetragenen ersten Weltmeisterschaft erreichten die Niederländer die Platzierungsrunde und erreichten am Ende den achten Rang. 1974 bei der Europameisterschaft in Wien belegten die Niederländer den vierten Platz vor den punktgleichen Italienern. Ein Jahr später bei der Weltmeisterschaft 1975 in Cali belegten die Niederländer den siebten Platz. 1976 bei den Olympischen Spielen in Montreal erreichten die Niederländer als Vorrundenerste die Finalrunde. Nach der Finalrunde standen die Ungarn als Olympiasieger fest. Dahinter hatten die Italiener und die Niederländer jeweils zwei Siege, zwei Unentschieden und eine Niederlage. Die Tordifferenz war ebenfalls gleich und im direkten Vergleich hatten sich die beiden Teams mit 3:3 getrennt. Die Italiener erhielten die Silbermedaille dank der mehr erzielten Tore in der Finalrunde, die Niederländer bekamen die Bronzemedaille. Nach der Bronzemedaille bei den Olympischen Spielen 1948 war dies die zweite olympische Medaille für den niederländischen Wasserball. Piet de Zwarte wirkte in allen acht Spielen mit und erzielte zwei Treffer.